# Flughafen Weihnachtsinsel

i7
i11
i13
Der Flughafen Weihnachtsinsel, auf Englisch Christmas Island Airport, ist ein Flughafen auf der zu Australien gehörenden Weihnachtsinsel.
Der Flughafen ist der einzige Flughafen auf der 2000-Einwohner-Insel und bildet somit deren wichtigstes Rückgrat im internationalen Verkehr. Er liegt auf der Ostseite der Insel, nicht weit entfernt vom Hauptort Flying Fish Cove. Der Passagierflugbetrieb wurde am 6. Juni 1974 aufgenommen, das Terminal entstand im Jahr 1992.
Derzeit wird der Flughafen im Liniendienst lediglich durch Virgin Australia angeflogen, die von dort die Kokosinseln und Perth bedient, zudem gibt es auch gelegentlich Charterflüge. Betreiber ist die PDL Toll.